# Léonie Thelen
Léonie Thelen (* 25. Februar 1959 in Trier) ist eine deutsche Theater- und Filmschauspielerin.

## Leben
Léonie Thelen erhielt ihre Ausbildung an der Otto-Falckenberg-Schule in München. Frühe Auftritte hatte sie in Stellenweise Glatteis (Regie Wolfgang Petersen) und Die neuen Leiden des jungen W. (nach dem Bühnenstück und dem Roman von Ulrich Plenzdorf, Regie Eberhard Itzenplitz). 1976 spielte sie eine Hauptrolle als Tochter Ellen Lobster in der sechsteiligen Detektivserie Lobster des späteren Lindenstraße-Erfinders Hans W. Geißendörfer. Einem breiten TV-Publikum bekannt wurde sie mit Gastrollen in zahlreichen Krimiserien, darunter Derrick (1979), Tatort in der Folge Flucht nach Miami (1993), Wolffs Revier (1993), Ein Fall für zwei (1993, 2010), Die Verbrechen des Professor Capellari (zweifach als Stephanie Hofer, 2001) und Siska (2006).
Internationale Engagements führten sie auf diverse Bühnen, u. a.: Residenztheater München, Wuppertaler Bühnen, Salzburger Festspiele, Telebühne Zürich (eine Live-Aufzeichnung), Staatstheater Saarbrücken und kleines theater – Kammerspiele Landshut.
Léonie Thelen lebt in München.

## Filmografie (Auswahl)
- 1975: Das Tal der tanzenden Witwen
- 1975: Lemmi und die Schmöker (Fernsehserie, 1 Folge)
- 1976: Lobster (Fernsehserie, 6 Folgen)
- 1976:  Der Adler ist gelandet
- 1976: Der Anwalt (Fernsehserie, 1 Folge)
- 1976: Die neuen Leiden des jungen W.
- 1979: Derrick (Fernsehserie, 1 Folge)
- 1982: Der Zauberberg
- 1989–1990: Der Alte (Fernsehserie, 2 Folgen)
- 1993, 2010: Ein Fall für zwei (Fernsehserie, 2 Folgen)
- 1993: Tatort – Flucht nach Miami
- 1993: Wolffs Revier (Fernsehserie, 1 Folge)
- 1996: Faust (Fernsehserie, 1 Folge)
- 1999: Aus heiterem Himmel (Fernsehserie, 1 Folge)
- 1999: Schwarz greift ein (Fernsehserie, 1 Folge)
- 2000: Anwalt Abel (Fernsehserie, 1 Folge)
- 2000: Zwei Brüder (Fernsehserie, 1 Folge)
- 2001: Die Verbrechen des Professor Capellari (Fernsehserie, 2 Folgen)
- 2004: Um Himmels Willen (Fernsehserie, 1 Folge)
- 2004: Ich will laufen! Der Fall Dieter Baumann
- 2006: Siska (Fernsehserie, 1 Folge)
- 2012: SOKO München (Fernsehserie, 1 Folge)
- 2013: Freundinnen
- 2013: Hubert und Staller (Fernsehserie, 1 Folge)
- 2013: Kommissarin Lucas – Kettenreaktion
- 2014: Der Totenmaler
- 2014: Die Tote aus der Schlucht
- 2014: Maren (Kurzfilm)
- 2013: The Line (Kurzfilm, HFF-Abschlussfilm)